# Январь 2019 года

Список событий января 2019 года.

## События
- 1 января
  - Межпланетный зонд НАСА Новые горизонты успешно пролетел мимо объекта пояса Койпера 2014 MU69 (Ультима Туле)[1].
  - В Орске (Оренбургская область) при пожаре в жилом доме погибли 7 человек, в том числе дети[2].
- 2 января
  - В Дании во время шторма пассажирский поезд попал в аварию на висячем мосту Большой Бельт, соединяющем острова Фюн и Зеландия. Погибли 8 человек[3].
  - В Гвинейском заливе в территориальных водах Бенина в 20 милях от порта Котону пираты на несколько часов захватили контейнеровоз «Мэнди» (MSC Mandy, шедший под флагом Панамы. Ограбив экипаж судна и захватив 6 граждан РФ в заложники, включая капитана судна, пираты скрылись[4].
- 3 января
  - Прилунение китайской автоматической межпланетной станции «Чанъэ-4» с луноходом на борту в кратере фон Ка́рман (Бассейн Южный полюс — Эйткен) на обратной стороне Луны[5].
  - Китайский ровер Юйту-2 спустился с посадочной платформы зонда «Чанъэ-4» на поверхность Луны[6].
  - В Солнечной системе открыт астероид 2019 AQ3 из семейства Атиры с самым коротким известным афелием — 0,774 а.е.[7]
- 4 января
  - В Лос-Анджелесе прошла 76-я церемония вручения «Золотого глобуса», лучшими фильмами стали: «Богемская рапсодия» (лучшая драма), и «Зелёная книга» (лучший мюзикл или комедия)[8].
  - В столице Чечни городе Грозном приостановлена продажа билетов на фильм «Love youself» корейской поп-группы BTS. Причиной стали угрозы, поступавшие в отношении организаторов от лиц, которые сочли показ фильма «оскорблением чеченского народа»[9].
  - Павел Дуров объявил о ликвидации английского товарищества с ограниченной ответственностью «Telegram Messenger LLP»[10].
- 5 января
  - В ОАЭ стартовал 17-й Кубок Азии по футболу, на котором впервые выступят 24 команды[11].
  - По результатам 2018 года численность населения Китая сократилась — отрицательная динамика фиксируется впервые за 70 лет[12].
- 6 января
  - Патриарх Константинопольский Варфоломей вручил митрополиту Киевскому и всея Украины Епифанию томос об автокефалии Православной церкви Украины[13].
  - Король Малайзии Мухаммад V отрёкся от престола[14].
  - В Восточной Азии, Дальнем Востоке России и северной части Тихого океана состоялось частное солнечное затмение[15].
  - В Лос-Анджелесе прошла 76-я церемония «Золотого глобуса», лучшей драмой стала картина «Богемская рапсодия», лучшей комедией — «Зелёная книга»[16].
- 7 января
  - В Габоне произошла неудачная попытка военного переворота, в ходе которой солдаты захватили государственную радиовещательную станцию[17].
  - В Чёрном море затонул сухогруз «Волго-Балт-214», шедший из Азова (Ростовская область, Россия) в Самсун (Турция). 6 из 13 членов экипажа погибли[18].
- 10 января
  - Прошла инаугурация победителя президентских выборов в Венесуэле Николаса Мадуро, однако многие страны отказались признавать его президентом, Парагвай заявил о разрыве дипломатических отношений с Венесуэлой[19].
  - Китайский луноход Юйту-2 (миссия «Чанъэ-4») вышел из спящего режима и начал исследование поверхности обратной стороны Луны[20].
  - Избирательная комиссия Демократической Республики Конго объявила победителя президентских выборов — им стал лидер оппозиции и руководитель партии «Союз за демократию и социальный прогресс» Феликс Чисекеди[21].
- 11 января
  - Парламент Македонии утвердил закон о внесении поправок в конституцию страны для её переименования в Северную Македонию[22].
- 12 января
  - При взрыве[англ.] газа в булочной в Париже погибли 4 человека, ранения получили 47[23].
  - Приостановка работы правительства США из-за спора о финансировании строительства Американо-мексиканской стены побила рекорд продолжительности[24].
- 13 января
  - В Венесуэле спецслужбы ненадолго задержали главу Национальной ассамблеи страны Хуана Гуайдо[25].
  - Женская сборная России по биатлону выиграла эстафету на этапе Кубка мира в немецком Оберхофе[26].
- 14 января
  - После того как правительство Эммерсона Мнангагвы увеличило цену на топливо на 130 % в Зимбабве начались протесты.[27].
  - Нобелевский лауреат Джеймс Уотсон был лишён почётных званий в лаборатории Колд-Спринг-Харбор за расизм[28].
  - Мэр Гданьска Павел Адамович умер после совершённого на него накануне на благотворительном вечере нападения с ножом[29].
  - Президент Армении Армен Саркисян подписал указ о назначении Никола Пашиняна премьер-министром страны[30].
  - В городе Шахты Ростовской области прогремел взрыв газа в жилом доме. В результате происшествия погибло пять человек.
  - При посадке на авиабазе Пайам самолёт Boeing 707 иранской авиакомпании Saha Airlines врезался в жилой дом, погибли 14 из 15 человек, находившихся на борту.
- 15 января
  - Депутаты парламента Венесуэлы, приняли заявление, которое признаёт президента Венесуэлы Николаса Мадуро узурпатором власти. Спикер Хуан Гуайдо сообщил, что парламент «принял на себя полномочия в соответствии со статьями 233, 333 и 350 Конституции страны»[31].
- 16 января
  - Правительство британского премьер-министра Терезы Мэй преодолело вотум недоверия, вынесенный ему оппозиционной Лейбористской партией[32].
- 18 января
  - Два истребителя Су-34 столкнулись и упали в Татарский пролив при выполнении планового учебно-тренировочного полёта над акваторией Японского моря. Выжил один из 4 лётчиков[33].
  - При взрыве на нефтяном трубопроводе государственной компании Pemex в штате Идальго (Мексика) погибло 76 человек[34].
  - Заводской районный суд Грозного удовлетворил иск чеченской прокуратуры к ООО «Газпром межрегионгаз Грозный» и постановил списать долги с населения за газ на сумму 9 млрд рублей[35].
- 19 января
  - В башкирском городе Сибай началась бесплатная раздача защитных масок и активированного угля для борьбы с окутавшим город смогом и загрязнением воздуха, вследствие которого в воздухе ощущается запах серы. Причиной тяжёлой экологической ситуации в городе в целом и держащегося с ноября 2017 года смога в частности, предположительно является тление руды в карьере по добычи меди, работы на котором были остановлены в 2003 году[36].
- 20 января
  - В Мали погибли 8 миротворцев ООН в результате нападения террористов[37].
  - Израиль и Чад восстановили дипломатические отношения[38].
- 21 января
  - Израильские ВВС нанесли удар по военным объектам на территории Сирии, израильские военные распространили видеозапись уничтожения двух установок ПВО Сирии[39].
  - Состоялось полное лунное затмение[40].
  - В Керченском проливе в 15 милях южнее крымского мыса Такиль загорелись два танкера-газовоза «Maestro» и «CANDY» под флагом Танзании, шедшие из порта Темрюк на Кубани[41]. 14 моряков удалось спасти, 14 человек погибли, 5 человек считаются пропавшими без вести[42].
  - В проливе Ла-Манш потерпел крушение частный самолёт Piper PA-46, погибли 2 человека: пилот Дэвид Ибботсон и аргентинский футболист Эмилиано Сала.
- 22 января
  - Бомбардировщик Ту-22М3 потерпел крушение при заходе на посадку в Мурманской области. В результате катастрофы погибли трое членов экипажа из четырёх. Причиной аварии стала ошибка пилотирования в ухудшившихся погодных условиях.[43]
  - Президент Буркина-Фасо Рок Марк Кристиан Каборе в понедельник назначил Кристофа Джозефа Мари Дабире новым премьер-министром[44] после внезапного ухода в отставку предыдущего премьера Поля Кабы Тиебы.
- 23 января
  - Спикер парламента Венесуэлы Хуан Гуайдо в ходе многотысячной демонстрации в Каракасе объявил себя исполняющим обязанности президента страны, что получило поддержку от США и ряда других стран. Действующий президент Венесуэлы Николас Мадуро объявил о разрыве дипломатических отношений с Вашингтоном[45].
  - Сейм Латвии 69 голосами «за» при 31 голосе «против» утвердил правительство во главе с Кришьянисом Кариньшем от занявшей 5-е место партии «Единство», завершив почти трёхмесячный период переговоров о формировании кабинета министров, начавшийся после парламентских выборов в октябре 2018 года[46].
- 24 января
  - Оболонский районный суд Киева заочно приговорил к 13 годам лишения свободы бывшего президента Украины Виктора Януковича по статьям о государственной измене и пособничестве в изменении границы страны и ведении войны[47].
  - В трёх пространствах в центре Парижа — театре Шатле, Театре-де ля Виль и Центре Помпиду объявлено о начале показа проекта «Дау»[48].
- 25 января
  - Многолетний спор, который происходил между Грецией и бывшей югославской Республикой Македонией закончился после того, как парламент Греции ратифицировал соглашение об изменении названия Македонии[49], за такое соглашение проголосовало 153 депутата (из 151 необходимых). Теперь Республика Македония будет переименована в Республику Северную Македонию.
  - Не менее 40 человек погибли и сотни пропали без вести вследствие прорыва дамбы в Брумадинью (Бразилия)[50].
- 26 января
  - Объявлены результаты прошедшего 21 января референдума о статусе входящего в состав Филиппин Автономного региона в Мусульманском Минданао. 1,54 из 3 млн жителей региона отдали свои голоса за предоставление региону прав широкой автономии, против высказались 0,2 млн Проведение референдума было обещано правительством Филиппин при заключении мирного договора с исламским фронтом освобождения моро[51].
  - В Белграде сербы вышли на улицы, призывая к отставке президента Александра Вучича[52].
- 27 января
  - Картина Архипа Куинджи «Ай-Петри. Крым» была похищена с выставки в Инженерном корпусе Третьяковской галереи, преступник на глазах посетителей снял картину со стены и покинул галерею, картина была найдена и возвращена на следующий день[53].
  - В результате взрыва бомб на территории католического собора в Холо (Филиппины) погибли 27 человек[54].
- 28 января
  - По информации Посольства России в столице Нигерии Абудже после выплаты выкупа освобождены 6 российских моряков с контейнеровоза «Манди», захваченные в плен пиратами в Гвинейском заливе у берегов Бенина 2 января 2019 года[55].
- 30 января
  - На обратной стороне Луны в кратере Ка́рмана проснулся китайский зонд «Чанъэ-4»[56].
- 31 января
  - Басманный суд Москвы отправил под арест пятерых фигурантов уголовного «дела Арашуковых», которое началось с задержания сенатора от Карачаево-Черкесии Рауфа Арашукова прямо в зале заседания Совета Федерации[57].